# 2С4
2С4 «Тюльпан» (индекс ГАБТУ — объект 305) — советский 240-мм самоходный миномёт особой мощности.
Разработан на Уральском заводе транспортного машиностроения. Главный конструктор шасси — Г. С. Ефимов, 240-мм миномёта 2Б8 — Ю. Н. Калачников. «Тюльпан» предназначен для уничтожения укреплённых зданий, фортификационных сооружений, скоплений живой силы и военной техники противника, а также уничтожения объектов и целей, поражение которых другим артиллерийским орудиям недоступно.

## История создания
В 1945 году закончилась Вторая мировая война, к тому времени на вооружении Советского Союза состояли в основном противотанковые и штурмовые САУ. Основным применением таких САУ было непосредственное сопровождение пехоты и танков и стрельба по вражеским целям прямой наводкой. В то же время в западных странах и США имелись САУ, предназначенные для ведения огня с закрытых позиций. Постепенно самоходная артиллерия в этих странах начала вытеснять буксируемую. Незаменимость самоходной артиллерии в локальных конфликтах стала очевидна, поэтому в период с 1947 по 1953 год были проведены изыскания по созданию новых самоходных гаубиц, однако в 1955 году по указанию Н. С. Хрущёва большинство работ по самоходной артиллерии было прекращено. Некоторое время спустя Министерство обороны СССР пришло к выводам, что стратегическая ядерная война маловероятна, так как приведёт к уничтожению обеих воюющих сторон. При этом более реальными могли стать локальные конфликты с использованием тактических ядерных вооружений. В 1964 году был проведён теоретический анализ, результаты которого показали, что использование самоходной артиллерии совместно с командно-штабными машинами существенно снижает время выполнения огневой задачи, а также уменьшает количество привлекаемого личного состава в артиллерийских группировках и обслуживающих машин в дивизионе.
С отставкой Н. С. Хрущёва разработка самоходной артиллерии в СССР была возобновлена. В 1965 году Министром обороны СССР была утверждена программа развития артиллерийского вооружения, предусматривающая разработку комплексов состоящих из командно-штабных машин и самоходных артиллерийских орудий. В 1966 году в ОКБ-3 Уральского завода транспортного машиностроения под руководством главного конструктора Г. С. Ефимова была начата разработка нового 240-мм самоходного миномёта, а в 1967 году вышло постановление ЦК КПСС и Совета министров СССР № 609—201 от 4 июля. В соответствии с этим постановлением была официально начата разработка ОКР под наименованием «Тюльпан» (индекс ГРАУ — 2С4).
Головным разработчиком 2С4 был назначен Уральский завод транспортного машиностроения, миномёт 2Б8 проектировался в СКБ Пермского машиностроительного завода имени В. И. Ленина. Вследствие высокой силы сопротивления откату в 400 тс было решено произвести разгрузку шасси САУ и в боевом положении миномёт устанавливать на опорную плиту, упирающуюся в грунт. В период с мая по июнь 1969 года было закончено изготовление первых трёх опытных образцов, а к 20 октября были завершены заводские испытания, после чего опытные образцы были направлены на полигонные испытания. После завершения испытаний в 1971 году самоходный миномёт 2С4 «Тюльпан» был принят на вооружение Советской армии. «Тюльпан» должен был поступить на вооружение дивизионов артиллерии резерва Верховного Главнокомандования для замены 240-мм буксируемых миномётов М-240.

## Серийное производство
Серийное производство самоходного миномёта 2С4 было развёрнуто в 1972 году на Уральском заводе транспортного машиностроения. По состоянию на 1972 год, стоимость одной самоходной артиллерийской установки 2С4 составляла 210 тысяч рублей. Изготовлением миномёта 2Б8 занимался Пермский завод имени Ленина. Производство 2С4 продолжалось до 1988 года, всего за 17 лет производства было выпущено 588 миномётов 2Б8.

## Описание конструкции

### Броневой корпус

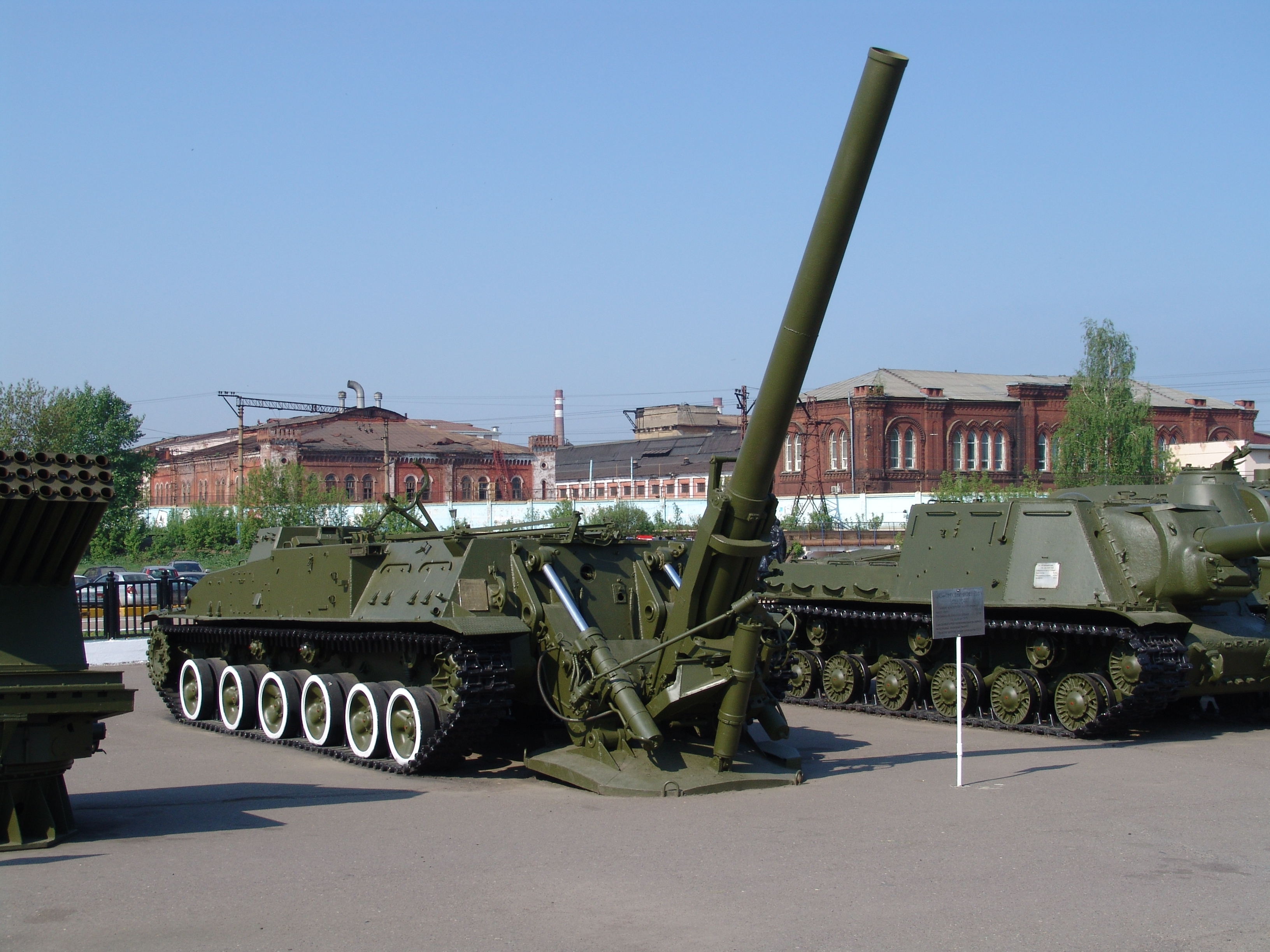
Самоходный миномёт 2С4 в боевом положении. Музей пермской артиллерии.

Самоходный миномёт 2С4 «Тюльпан» выполнен по оригинальной безбашенной схеме с открытой установкой орудия. Корпус машины сварен из стальных броневых катаных листов и разделён на три отделения: силовое (моторно-трансмиссионное), отделение управления и боевое. В передней части корпуса по правому борту расположено моторно-трансмиссионное отделение. Слева от него находится место механика-водителя с органами управления шасси. За сиденьем механика водителя установлено рабочее место командира машины с поворотной башенкой. В средней и кормовой частях корпуса располагается боевое отделение. В средней части корпуса установлены механизированные укладки барабанного типа для размещения возимого боекомплекта. По обеим сторонам укладок вдоль бортов размещены сиденья членов экипажа. По правому борту в передней части находится сиденье оператора, в задней — наводчика. По левому борту установлено сиденье оператора. В кормовой части корпуса установлены два топливных бака. На верхнем кормовом листе корпуса установлены балки с шарнирами, на которых закреплена артиллерийская часть самоходного миномёта. Миномёт 2Б8 имеет два положения — походное и боевое. В походном положении плита с миномётом размещены на крыше корпуса. В боевом — миномёт откидывается назад с помощью гидравлической системы и устанавливается на плиту, упирающуюся в грунт.

### Вооружение

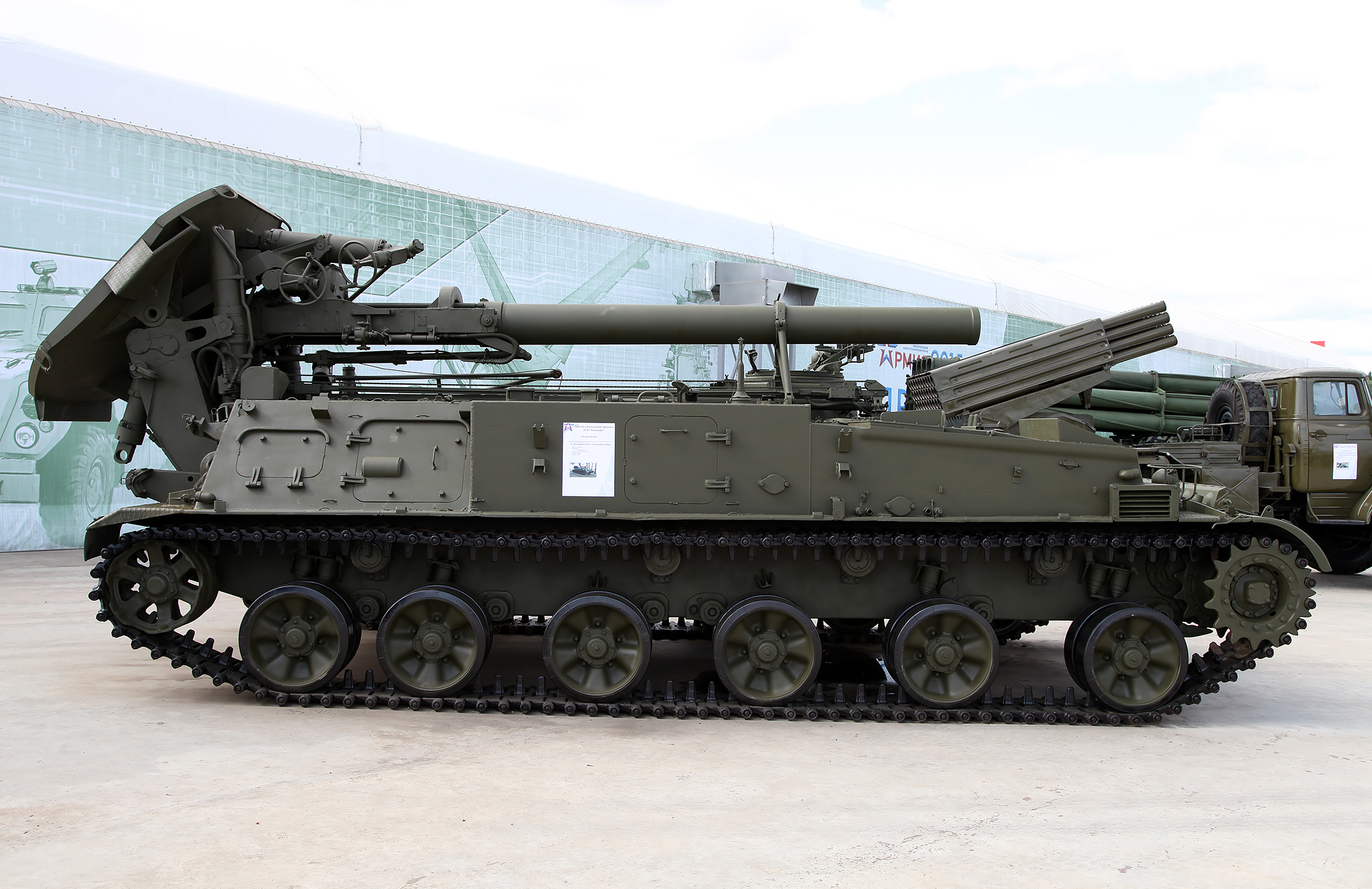
2С4 «Тюльпан» в парке «Патриот».

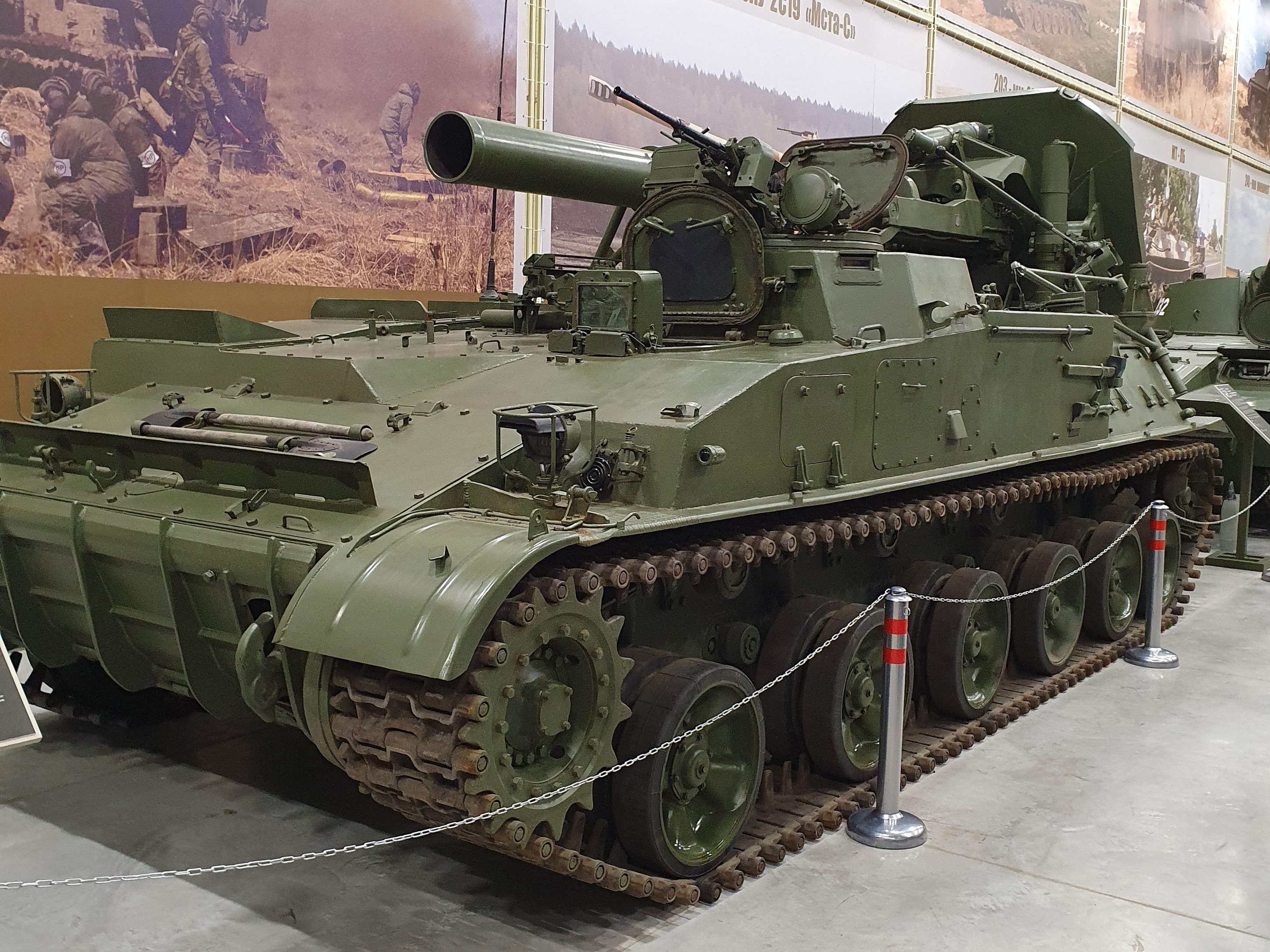
2С4 «Тюльпан» в Музее отечественной военной истории

Основным вооружением является казнозарядный 240-мм миномёт 2Б8. Миномёт крепится рамой опорной плиты к балкам на верхнем кормовом листе корпуса шасси 2С4. Для грубой наводки в вертикальной плоскости (выставление прицела) и заряжания миномёта используется гидросистема. В горизонтальной плоскости и для точной наводки (выставление точных значений прицела и угломера) используется ручной привод. Заряжание миномёта происходит при горизонтальном положении ствола. Из механизированных боеукладок мина подаётся на направляющие, после чего оператор снаряжает мину необходимым зарядом, затем производится автоматическая досылка выстрела в канал ствола. Для заряжания с грунта миномёт 2С4 оборудован специальной лебёдкой. Выстрел производит наводчик орудия при помощи специального выносного пульта. Возимый боекомплект «Тюльпана» составляет либо 20 фугасных артиллерийских мин, либо 10 активно-реактивных. Максимальная скорострельность при угле возвышения 60° и среднем положении ствола — 1 выстрел за 62 секунды.
В основной боекомплект миномёта 2Б8 входят фугасные мины 53-Ф-864 с максимальной дальностью стрельбы в 9,65 км, а также активно-реактивные мины 3Ф2 с максимальной дальностью стрельбы в 19,69 км. В 1982 году на вооружение 2С4 был принят корректируемый снаряд «Смельчак». Кроме того, для 240-мм миномётов М-240 и 2С4 разработаны: зажигательные мины «Сайда», снаряжённые напалмом и образующие устойчивые очаги возгорания на площади 7850 м² вокруг центра разрыва снаряда, кассетные мины «Нерпа», снаряжённые осколочно-фугасными боевыми элементами 3ОФ16, ядерные снаряды мощностью 2 килотонны в обычном и активно-реактивном варианте, а также нейтронные снаряды «Смола» и «Фата». Дополнительно самоходный миномёт 2С4 оборудован 7,62-мм пулемётом ПКТ. Пулемёт установлен на вращающейся башенке командира, углы вертикального наведения составляют от −6° до +15°, а горизонтального — от 164° влево до 23° вправо. Для личного оружия расчёта миномёта предусмотрены два крепления под автоматы АКМС, а также крепление для сигнального пистолета. Для борьбы с бронетехникой противника в корпусе САУ имеются крепления для противотанкового гранатомёта РПГ-7В. В возимый боекомплект дополнительного вооружения входят: 1500 патронов для пулемёта, 600 патронов для автоматов, 18 ракет к сигнальному пистолету и 2 гранаты для противотанкового гранатомёта.
Применяемые боеприпасы

Артиллерийские мины самоходных миномётов 2С4 «Тюльпан»
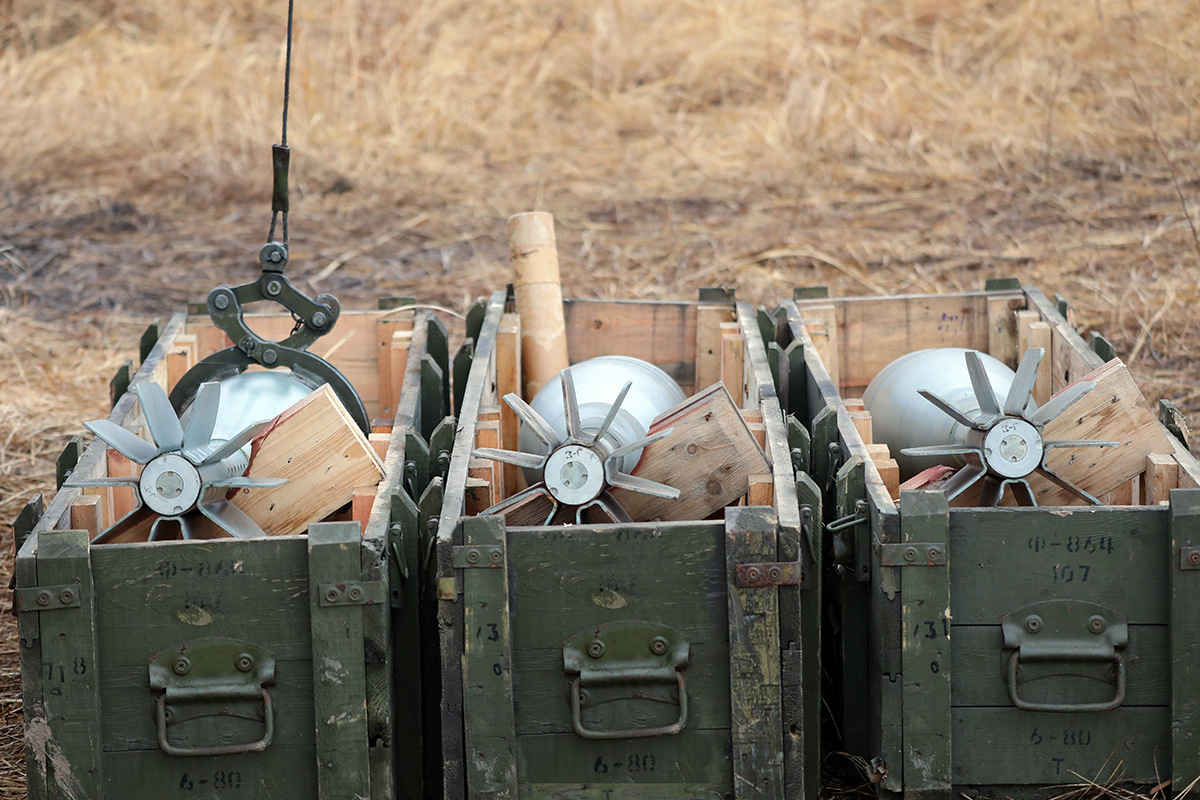
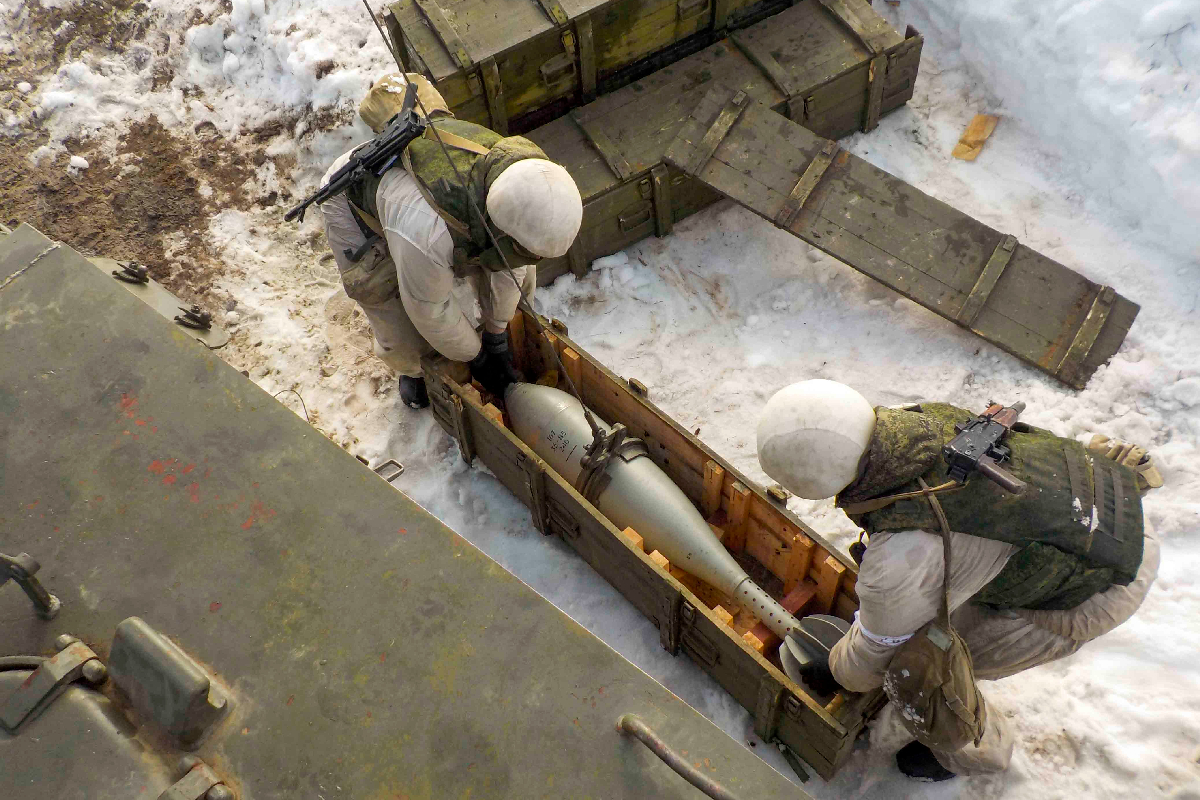

| Номенклатура применяемых боеприпасов САУ 2С4 |             |                |                |                              |                  |                              |                        |
| Индекс выстрела                              | Индекс мины | Масса мины, кг | Длина мины, мм | Масса ВВ, кг                 | Марка взрывателя | Начальная скорость мины, м/с | Дальность стрельбы, км |
| Фугасные                                     |             |                |                |                              |                  |                              |                        |
| 53-ВФ-864                                    | 53-Ф-864    | 130,7          | 1536           | 31,9                         | М-16, ГВЗМ-7     | 362                          | 0,8—9,65               |
| 3ВФ2 (активно-реактивная)                    | 3Ф2         | 228            | 2348           | 46,5                         | М-17             |                              | 7.5—19,69              |
| Зажигательные                                |             |                |                |                              |                  |                              |                        |
| ВЗ-5«Сайда»(активно-реактивная)              |             |                |                |                              |                  |                              | 0,7—19                 |
| Кассетные                                    |             |                |                |                              |                  |                              |                        |
| 3ВО11(активно-реактивная)                    | 3-О-8       | 230            |                | 14×0,64                      | В-120Е           |                              | 7,1—19,3               |
| Управляемые                                  |             |                |                |                              |                  |                              |                        |
| 3ВФ4                                         | 3Ф5         | 134,2          | 1635           | 32                           | 3ВТ25            | 358                          | 3,6—9,2                |
| «Смельчак-М»                                 |             | 134            | 1600           | 40                           |                  |                              | 0,9—9,5                |
| Нейтронные                                   |             |                |                |                              |                  |                              |                        |
| «Смола»                                      |             |                |                |                              |                  |                              |                        |
| «Фата»                                       |             |                |                |                              |                  |                              |                        |
| Ядерные                                      |             |                |                |                              |                  |                              |                        |
| 3ВБ4                                         | 3Б4         |                |                | 2 кт (тротиловый эквивалент) |                  |                              | до 9,5                 |
| 3ВБ11 (активно-реактивный)                   | 3Б11        |                |                | 2 кт (тротиловый эквивалент) |                  |                              | до 18                  |

### Средства наблюдения и связи

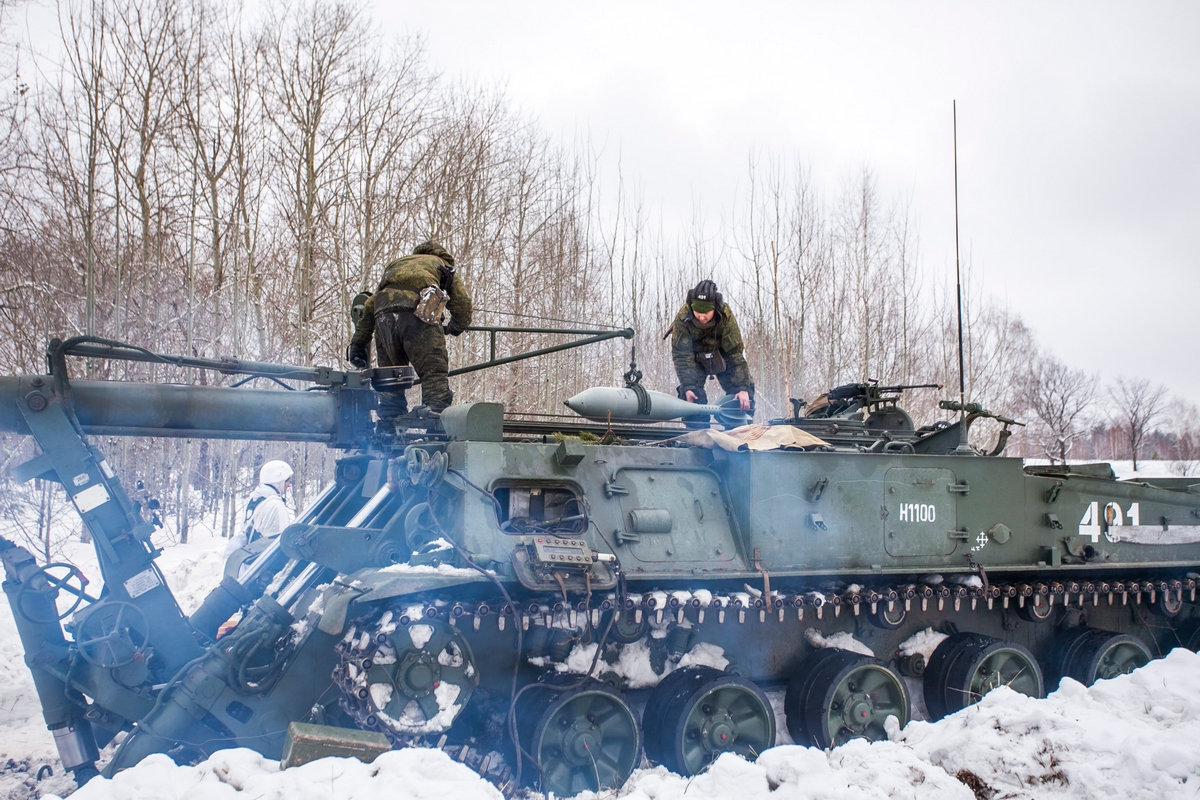
Заряжание артиллерийской мины на учении 45-й абр БМ 1 марта 2019 года.

Для наведения орудия, осуществления разведки местности днём и в ночной период времени, а также для стрельбы из пулемёта, в командирской башенке установлен комбинированный прицел ТКН-3А с прожектором ОУ-3ГК. Для наведения миномёта 2Б8 используется панорамный прицел МП-46М. Место механика водителя оборудовано двумя призменными приборами наблюдения ТНПО-160, а также прибором ночного видения ТВНЕ-4Б для вождения в ночных условиях.
Внешняя радиосвязь поддерживается радиостанцией Р-123М. Радиостанция работает в УКВ-диапазоне и обеспечивает устойчивую связь с однотипными станциями на расстоянии до 28 км в зависимости от высоты антенны обеих радиостанций и рельефа местности. Переговоры между членами экипажа осуществляется через аппаратуру внутренней связи 1В116.

### Двигатель и трансмиссия
В 2С4 установлен V-образный 12-цилиндровый четырёхтактный дизельный двигатель В-59У семейства В-46 жидкостного охлаждения с иннерционным наддувом мощностью 520 л. с. Кроме дизельного топлива, двигатель имеет возможность работы на керосине марок ТС-1, Т-1 и Т-2.
Трансмиссия механическая, двухпоточная, с планетарным механизмом поворота. Имеет шесть передних и две задних передачи. Максимальная теоретическая скорость движения на шестой передней передаче составляет 62,8 км/ч. На второй задней передаче обеспечивается скорость движения до 14 км/ч.

### Ходовая часть
Ходовая часть 2С4 представляет собой модифицированное шасси СПТП СУ-100П и состоит из шести пар обрезиненных опорных и четырёх пар поддерживающих катков. В задней части машины находятся направляющие колёса, в передней — ведущие. Гусеничная лента состоит из мелких звеньев с резинометаллическими шарнирами цевочного зацепления. Ширина каждого трака 484 мм при шаге 125 мм. Подвеска 2С4 — индивидуальная торсионная. На первом, шестом опорных катках установлены двухсторонние гидроамортизаторы.

## Операторы

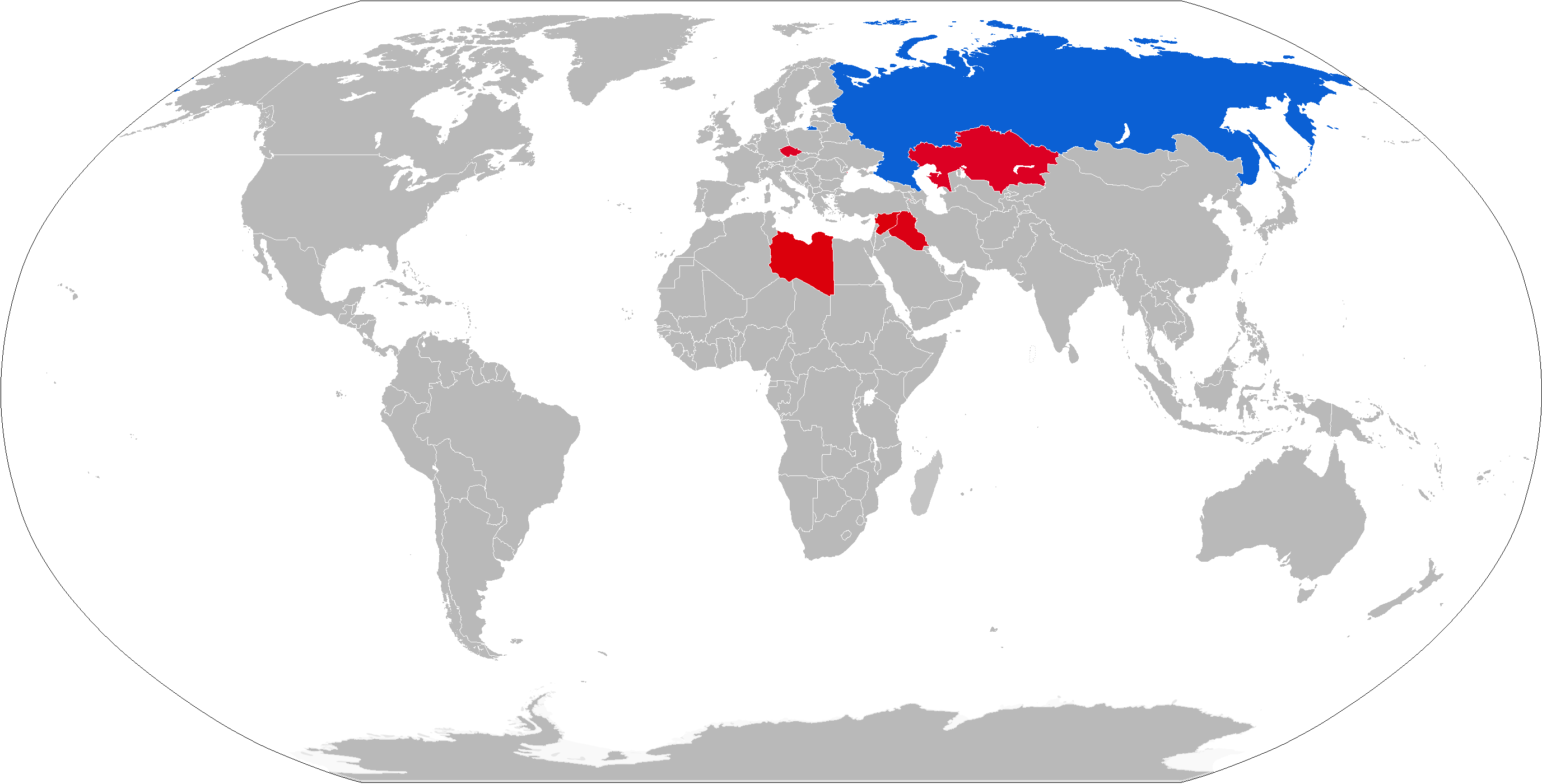
Карта операторов 2С4 "Тюльпан" на 2021 год
На вооружении
Снято с вооружения

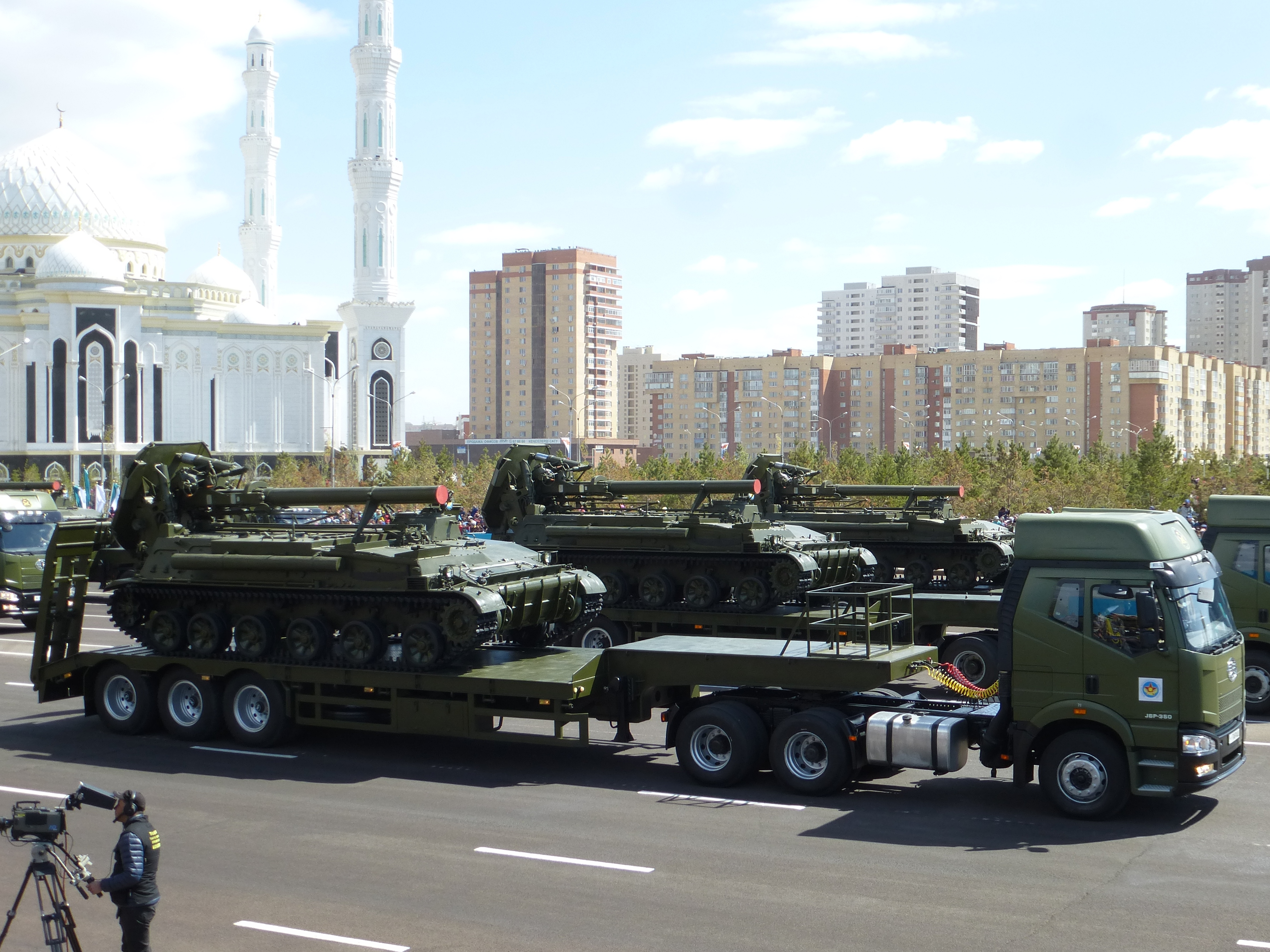
Транспортировка 2С4 на трейлере.
Военный парад в Астане. Май 2017

### Современные операторы
- Россия — 39 единиц на вооружении и 160 единиц на хранении по состоянию на 2024 год[18]

### Бывшие операторы
- Ирак — 10 единиц 2С4 поставлены из СССР в 1983 году[19]. По состоянию на 2024 год на вооружении не стоят[18].
- Казахстан — не менее трёх единиц 2С4[20][21], точное количество неизвестно. По состоянию на 2024 год на вооружении не стоят.[18]
- Ливан — 3 единицы 2С4 поставлены из Ирака в 1988 году[19]. По состоянию на 2024 год на вооружении не стоят.[18]
- Ливия — некоторое количество по состоянию на начало 2000-х[22].
- Сирия — 24 единицы находились на вооружении 3-й, 4-й и 10-й бронетанковых дивизий сирийской армии.
- СССР — около 400 единиц 2С4, по состоянию на 1991 год[23], перешли к образовавшимся государствам.
- Чехословакия — 8 единиц 2С4 поставлены из СССР в период с 1988 по 1989 год[19], перешли к Чехии.
  -  Чехия — некоторое количество по состоянию на начало 2000-х[24]. По состоянию на 2024 год на вооружении не стоят[18].

## Служба и боевое применение

### Организационная структура
Самоходный миномёт 2С4 поступал на вооружение отдельных самоходно-миномётных дивизионов артиллерийских бригад большой мощности артиллерии резерва Верховного Главнокомандования Сухопутных войск СССР. Стандартный дивизион насчитывал по три батареи из четырёх самоходных миномётов 2С4 (итого 12 миномётов в дивизионе). Предполагалось, что 240-мм миномёты, входящие в состав подразделений резерва Верховного Главнокомандования, в полномасштабной войне будут применяться как средства усиления групп поддержки пехоты, а также выполнять самостоятельные задачи, для которых необходимо массированное привлечение огневых средств.
В ВС России миномёты 2С4 находятся на вооружении артиллерийских бригад армейского подчинения — по одному дивизиону (12 единиц) в каждой И также в 45-й артиллерийской бригаде большой мощности окружного подчинения в количестве восьми единиц.

### Служба
Самоходные миномёты 2С4 состояли на вооружении следующих формирований: 
1. 201-я артиллерийская бригада: 48 единиц 2С4 по состоянию на 1991 год[6];

1. Пермский ПСХ: 17 единиц 2С4 по состоянию на 2000 год[30].
2. в/ч 50661. 631-й учебный центр боевого применения (артиллерии) (г. Саратов)[31]
3. в/ч 31969. 45-я артиллерийская бригада большой мощности: 8 единиц 2С4 по состоянию на 2017 год[29];
4. в/ч 02561. 9-я гвардейская артиллерийская бригада: 12 единиц (1 дивизион) 2С4 по состоянию на 2019 год[28];
5. в/ч н/д. 30-я артиллерийская бригада: 12 единиц 2С4 по состоянию на 2019 год[28];
6. в/ч 59361. 120-я гвардейская артиллерийская бригада: 12 единиц 2С4 по состоянию на 2019 год[28];
7. в/ч 02901. 165-я артиллерийская бригада: 12 единиц 2С4 по состоянию на 2019 год[28];
8. в/ч 48271. 200-я артиллерийская бригада: 12 единиц 2С4 по состоянию на 2019 год[28];
9. в/ч 21797. 227-я артиллерийская бригада: 12 единиц 2С4 по состоянию на 2019 год[28];
10. в/ч н/д. 236-я артиллерийская бригада: 12 единиц 2С4 по состоянию на 2019 год[28];
11. в/ч 30683. 288-я артиллерийская бригада: 12 единиц 2С4 по состоянию на 2019 год[28];
12. в/ч 64670. 291-я гвардейская артиллерийская бригада: 12 единиц 2С4 по состоянию на 2019 год[28];
13. в/ч 39255. 305-я гвардейская артиллерийская бригада: 12 единиц 2С4 по состоянию на 2019 год[28];
14. в/ч 32755. 385-я гвардейская артиллерийская бригада: 12 единиц 2С4 по состоянию на 2019 год[28].

### Боевое применение
Использовались сирийской армией в войне судного дня. Их применение вызывало не только разрушение укреплений, но и деморализовало израильских солдат. Во время гражданской войны в Ливане сирийские 2С4 применялись для обстрела жилых кварталов Западного Бейрута.
Боевое крещение в советской армии самоходный миномёт 2С4 принял во время войны в Афганистане. Благодаря мобильности, дальности стрельбы и возможности поражения целей противника на обратных склонах гор и в укрытиях миномёты 2С4 широко использовались в зоне ответственности 108-й мсд. Миномётная батарея, оснащённая «Тюльпанами», в основном выполняла задачи по уничтожению огневых точек в каменных завалах и пещерах, опорных пунктов и огневых средств на дорогах, перевалах и в кишлачной зоне. Фугасные мины эффективно уничтожали глинобитные сооружения и крепости противника, в то время как 122-мм осколочно-фугасные снаряды вязли в стенах укреплённых зданий. После поступления на вооружение активно начали использоваться управляемые мины «Смельчак». По результатам использования корректируемых выстрелов 3ВФ4 был сделан вывод о том, что на выполнение поставленной задачи для пристрелки уходило две-три обычных фугасных мины, а для поражения — одна-две корректируемых мины «Смельчак». Общее же время выполнения задачи могло составлять от 12 до 15 минут. Всего в ходе боевых действий по данным А. Б. Широкорада было задействовано около 120 единиц 2С4, однако по состоянию на 1 августа 1987 года на территории Афганистана в 40-й армии СССР официально числилось только 4 миномёта «Тюльпан». В целом миномёт 2С4 по результатам применения в Афганистане отлично себя зарекомендовал.
Повторно самоходные миномёты «Тюльпан» были применены во второй чеченской кампании, в частности при взятии Грозного в конце 1999-го — начале 2000 года, продемонстрировав высокую эффективность огня. В январе-феврале 2000 года 2С4 выпустили по Грозному более 1500 снарядов (из них 40 кассетных), причинив городу масштабные разрушения. Также использовались для уничтожения бетонных оборонительных сооружений в горных населённых пунктах, разрушение которых не представлялось возможным с помощью 152-мм артиллерии. 10 единиц 2С4 24-го отдельного самоходно-миномётного дивизиона миномётов большой мощности за несколько дней уничтожили оборонительную систему противника .
Использовался пророссийскими сепаратистами (или российскими регулярными войсками) в боях в Луганском аэропорту в 2014 году и боях в Донецком аэропорту в 2015 году, в ходе вооружённого конфликта в Донбассе.
Использовался российскими войсками в ходе вторжения России на Украину. Использовался в боях за Азовсталь. Один 2С4 с боекомплектом был уничтожен украинскими силами в районе Рубежного, ещё один российский 2С4 уничтожен 55-й артиллерийской бригадой в районе Донецка, на март 2023 года уничтожено как минимум шесть единиц 2С4. На август 2023 году ВСУ уничтожили не менее 18 из 50 2С4, бывших на вооружении российской армии на момент начала вторжения.

## Оценка проекта
Самоходный миномёт 2С4 по своему сочетанию характеристик является уникальным образцом артиллерийского вооружения. В других армиях (кроме тех, которые использовали миномёт 2С4) система с подобными характеристиками на вооружении не состояла. Однако разработки систем подобного класса велись в конце Второй мировой войны. Одна из них — экспериментальная самоходная мортира Тип 4 «Ха-То». САУ Тип 4 представляла собой 274-мм мортиру Тип 14 (позднее заменённую на 300-мм мортиру Тип 3) на шасси гусеничного тягача. Мортира предназначалась для уничтожения дзотов и опорных пунктов противника на расстояниях до 3 км. Однако, из-за высоких нагрузок при выстреле, шасси САУ быстро приходило в негодность, поэтому далее 4 построенных прототипов разработки не продвинулись.
Проанализировав успешный опыт применения тяжёлой самоходной артиллерии в ходе боевых действий Второй мировой войны, 22 марта 1945 года артиллерийско-технический комитет США санкционировал начало работ над ещё более мощной артиллерийской системой, способной вести стрельбу на больших углах возвышения орудия — самоходным миномётом на базе САУ M40 с орудием T5E2 калибра 250 мм. Дополнительно САУ была оборудована 12,7-мм пулемётом и двумя дымовыми гранатомётами. С окончанием Второй мировой войны Министерство обороны США потеряло интерес к системе и 2 января 1946 года рекомендовало прекратить разработку. К моменту закрытия программы был изготовлен один габаритный макет на шасси самоходной гаубицы M40 с установленным деревянным макетом миномёта T5E2.
С заменой буксируемых миномётов М-240 на самоходные миномёты 2С4, мобильность советских артиллерийских бригад большой мощности была существенно увеличена. Благодаря высокой манёвренности и проходимости, автоматизации процесса заряжания и отсутствию необходимости предварительной подготовки огневой позиции миномёт 2С4 обладает высокой эффективностью при ведении боевых действий в городских застройках или при штурме укреплённых районов противника. Наряду с преимуществами, САУ «Тюльпан» обладает и рядом недостатков. Из недостатков западными специалистами отмечалась открытая установка орудия, не позволяющая защищать экипаж при работе на позиции от осколков снарядов или огня противника, а также сравнительно небольшая дальность стрельбы, представлявшая затруднения при ведении огня ядерными боеприпасами.
Из недостатков отмечается: низкая скорострельность, казённое заряжание, низкую скорость передвижения

## Где можно увидеть
- Россия:
  - г. Новокузнецк, Кемеровская область — «Сквер им. Жукова»
  - п. Архангельское, Московская область — Музей техники Вадима Задорожного;
  - п. Бело-Бережский санаторий, Брянский район, Брянская область — Мемориальный комплекс «Партизанская Поляна»;
  - г. Верхняя Пышма, Свердловская область — Музейный комплекс УГМК
  - г. Екатеринбург — музей «Уралтрансмаш»;
  - г. Красноармейск (Московская область) — на постаменте у входа в ФКП «НИИ „Геодезия“»;
  - г. Москва — Центральный музей Вооружённых Сил;
  - г. Пермь — Музей ОАО «Мотовилихинские заводы»;
  - г. Санкт-Петербург — территория Михайловской военной артиллерийской академии;
  - г. Тольятти — Технический музей имени К. Г. Сахарова.
  - п. Кубинка, Московская область — «Центральный музей бронетанкового вооружения и техники»
  - д. Падиково, Московская область — Музей отечественной военной истории
- Казахстан:
  - г. Астана — Музей вооружения и военной техники Вооружённых сил Республики Казахстан;

### Комментарии
1. ↑  На максимальном заряде.